# ووآلکی
ووآلکی (به اسپانیایی: Hualqui) یک شهرستان‌ در شیلی است که در استان کنسپسیون واقع شده‌است. ووآلکی ۵۳۰٫۵ کیلومترمربع مساحت و ۲۲٬۸۹۲ نفر جمعیت دارد و ۳۹ متر بالاتر از سطح دریا واقع شده.